# Sopbil
En sopbil är ett specialanpassat fordon för insamling av i första hand hushållsavfall utrustat med ett komprimerande förvaringsutrymme och med en lastkapacitet om vanligen 6 till 8 ton. 
Inmatning sker antingen bakifrån, från sidan med robotarm i så kallad sidlastare för hämtning i villaområden eller framifrån för större behållare, med hjälp av en så kallad frontlastare. Tidigare fanns även skåpversioner där soporna komprimerades genom en roterande skruv som drog in avfallet i förvaringsutrymmet.
Först under 1950-talet ersatte sopbilen de tidigare hästtransporterna, som dessförinnan begagnats av renhållningsväsendet. I Sverige tillverkades påbyggnader för sopbilar av företaget Norba i Blomstermåla medan chassina gjordes av lastbilstillverkare som Scania och Volvo.

## Bildexempel

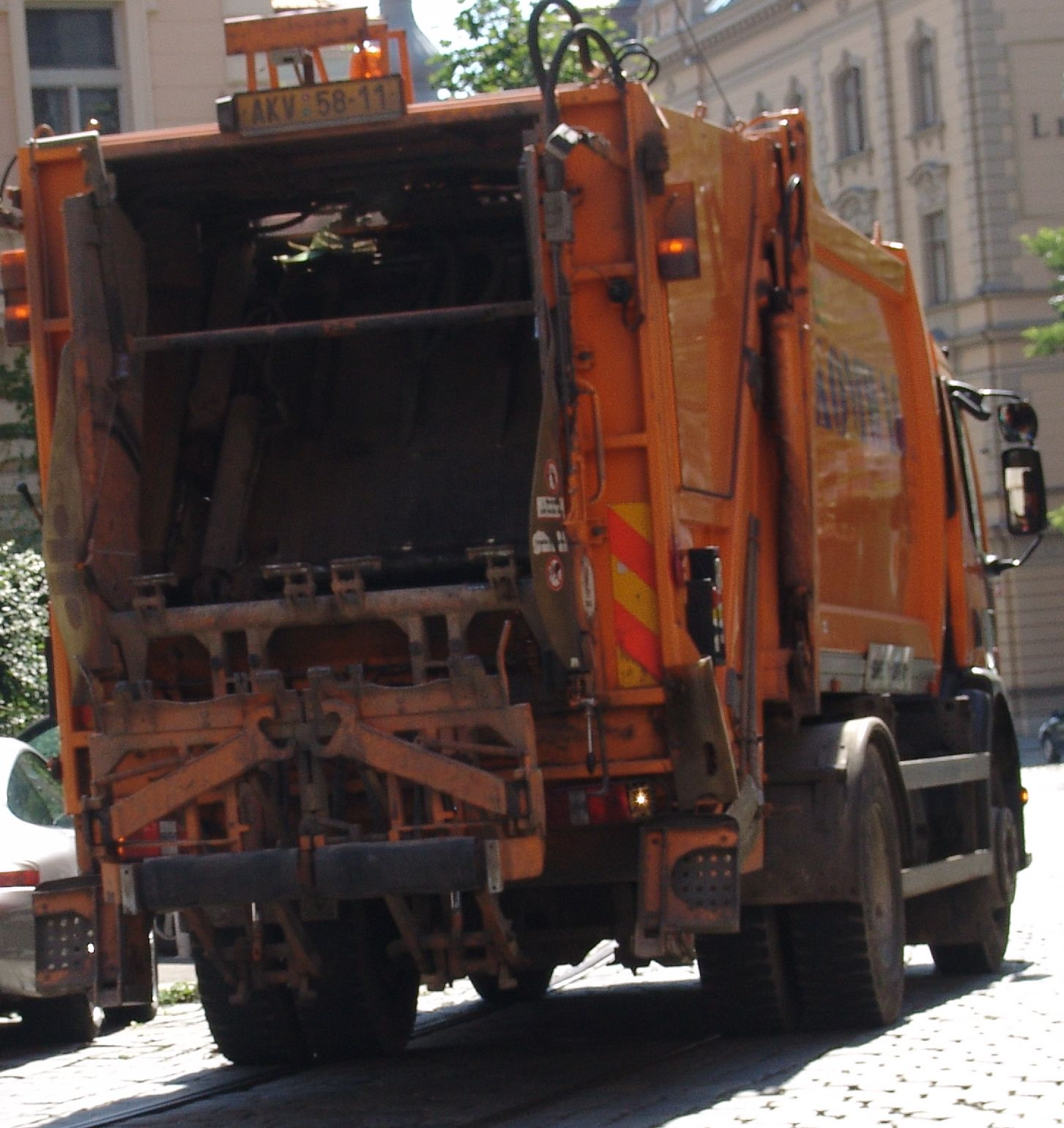
En sopbil i Prag i Tjeckien
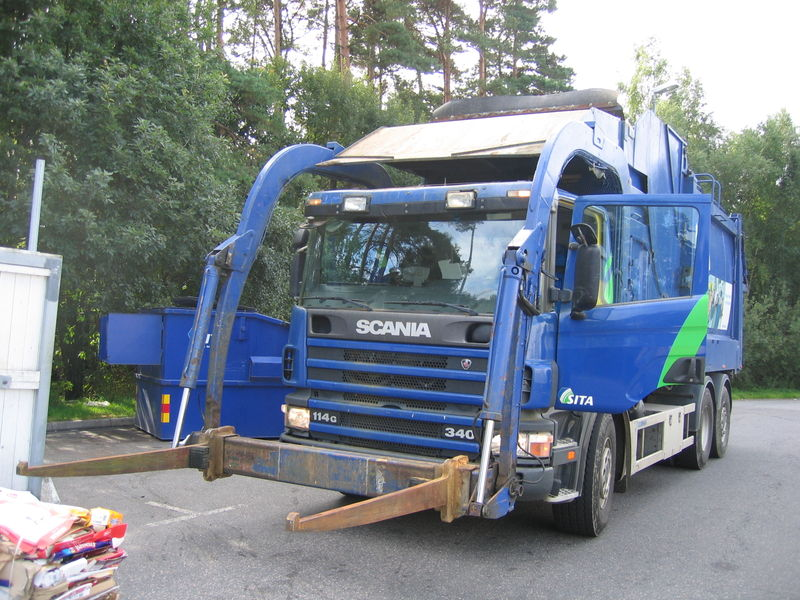
Frontlastad sopbil
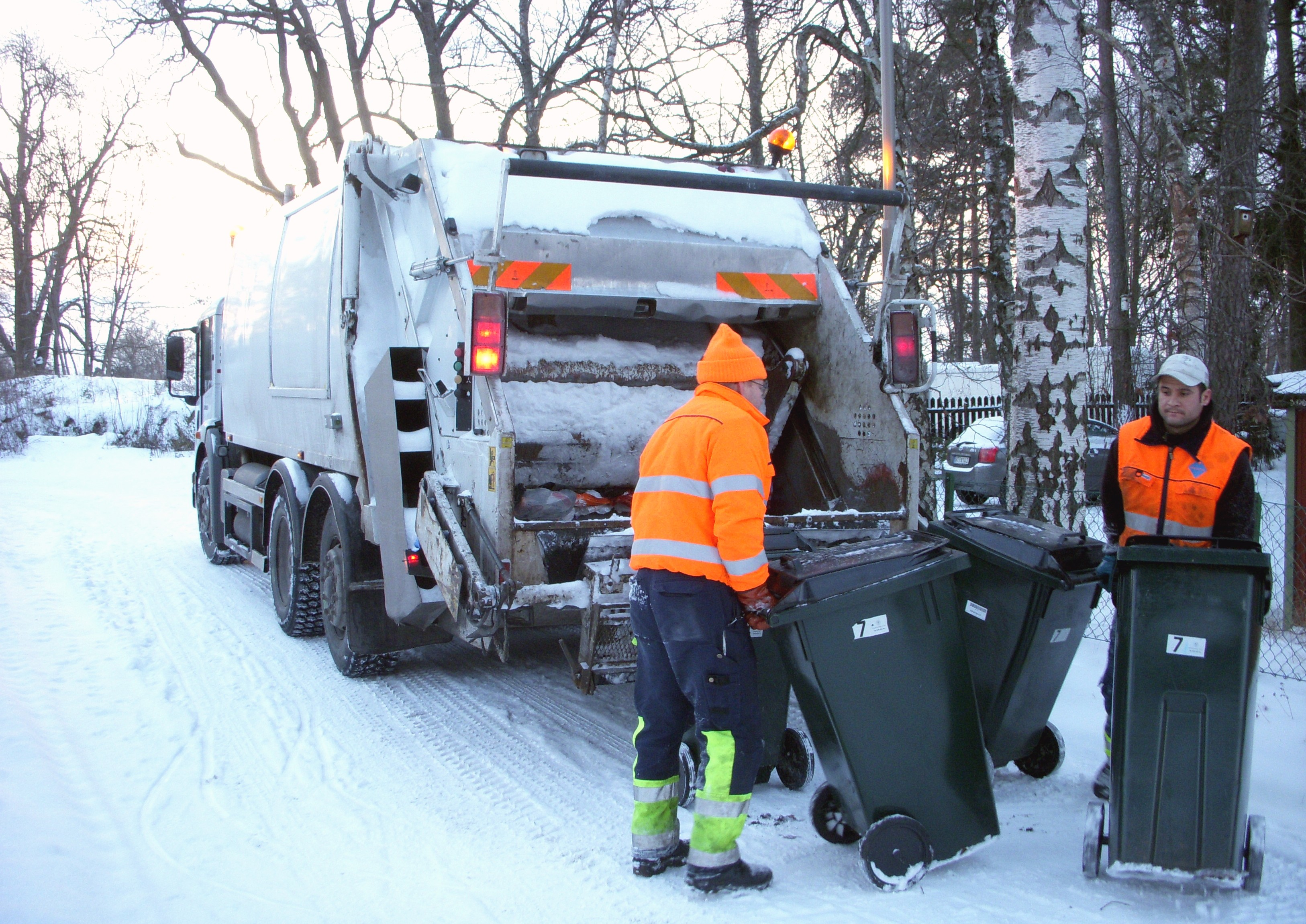
Sophämtning i Herrängen, Stockholm
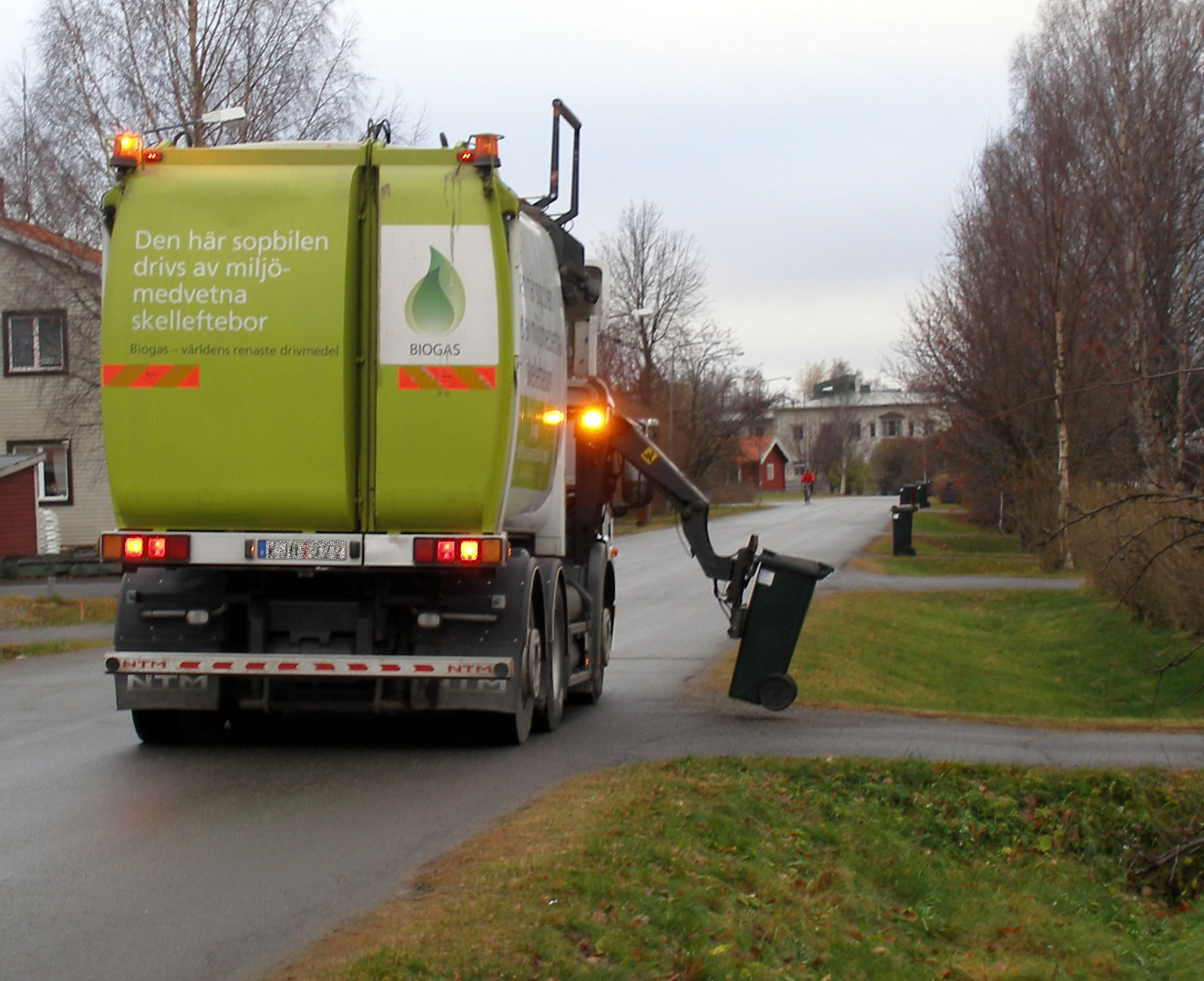
Biogasdriven sidlastad sopbil med robotarm i Skellefteå
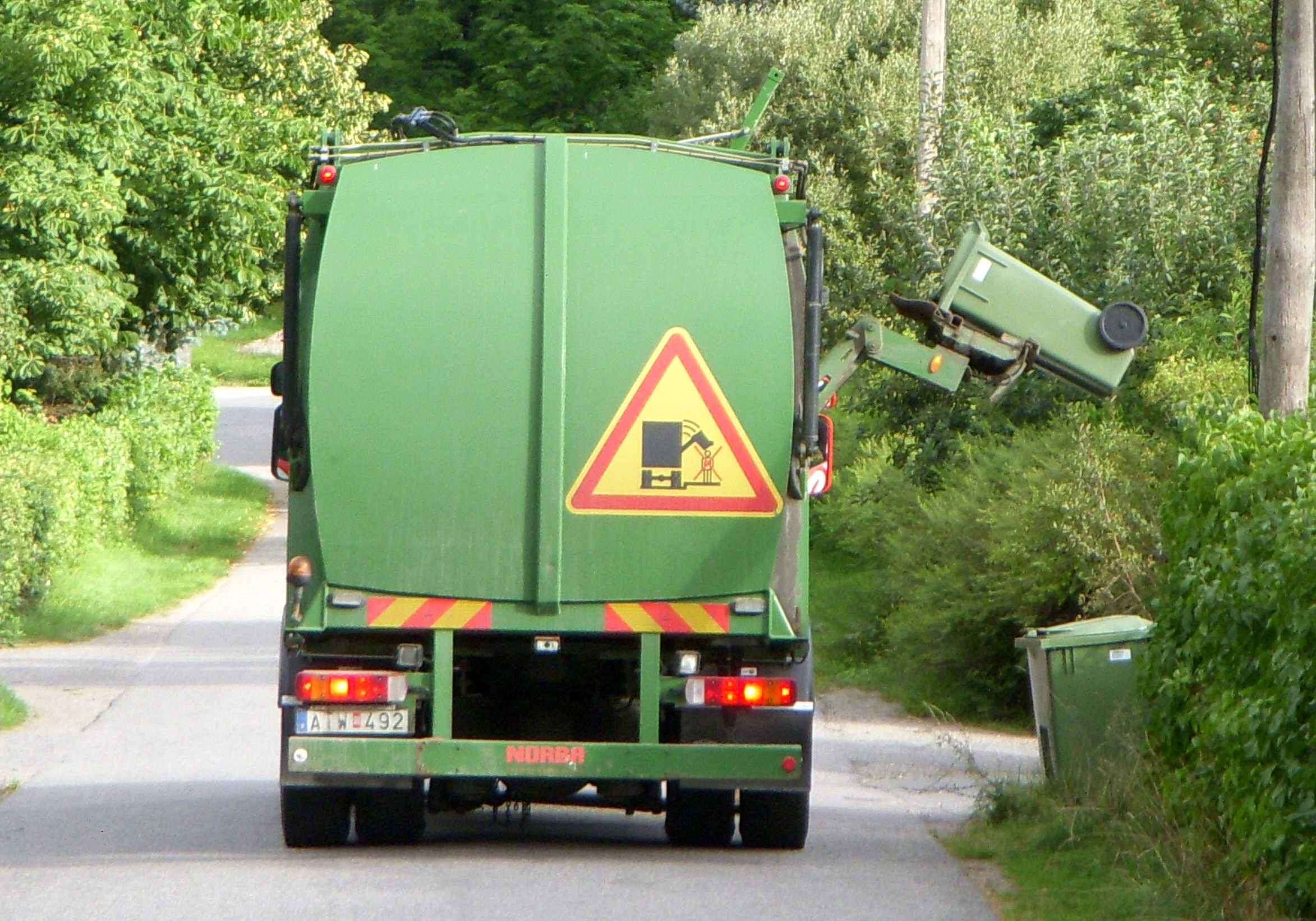
Sidlastad sopbil med robotarm i Segeltorp